# Gloire de Dijon
Gloire de Dijon (appelé aussi dans les pays anglophones Old Glory) est un cultivar de rosier de Noisette. Il a été obtenu en 1850 par le rosiériste français Henri Jacotot (1799-1883) et son fils, dans leurs pépinières de Dijon.
Cette rose fut présentée à Dijon, lors d'une exposition d'horticulture, en juin 1852. La date de 1853, souvent citée à propos de cette fleur, n'est pas celle de sa création, mais celle de sa commercialisation.

## Origine
Cet hybride de thé grimpant est issu semble-t-il du rosier de Noisette 'Jaune Desprez' ou 'Desprez à fleurs jaunes' et de 'Souvenir de la Malmaison', un rosier Bourbon.
C'est toujours un rosier fort apprécié des amateurs de roses anciennes, car il est très parfumé. Tchekhov avait planté des roses 'Gloire de Dijon' dans le jardin de sa villa de Yalta en Crimée.

## Description
Ce rosier grimpant remontant peut grimper jusqu'à cinq mètres de hauteur et supporte le froid (-23°).
Ses fleurs ivoire en légère forme de coupe de 6 cm de diamètre ont des teintes crème au cœur et légèrement orangées en dessous, allant jusqu'à l'abricot. Elles peuvent fleurir toute l'année en climat subtropical.
Elles laissent place à des petits fruits en forme de poire.

## Récompense
Ce rosier fait partie du Old Rose Hall of Fame, une liste de rosiers anciens reconnus comme d'importance historique par la fédération mondiale des sociétés de roses.

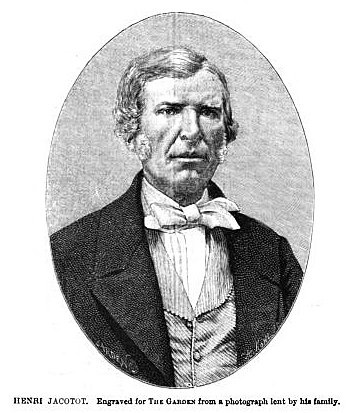
Henri Jacotot.
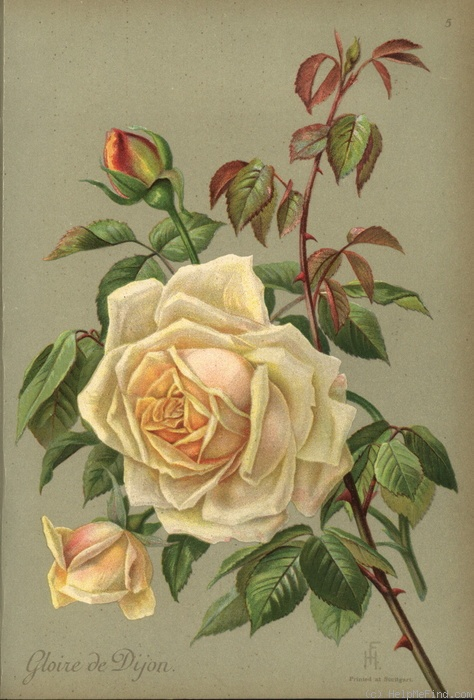
Illustration de 1905.

## Descendance
'Gloire de Dijon' a donné naissance à 'Belle Lyonnaise' (Levet, 1869), à 'Souvenir de Madame Léonie Viennot' (Bernaix, 1898) à 'Una' (George Paul, 1898), par croisement avec Rosa canina, ainsi qu'à 'Conrad Ferdinand Meyer' (Müller, 1899). Par croisement avec 'Perle d'Or' (polyantha, Rambaux, 1875), il a donné naissance à 'Phyllis Bide' (Bide, 1923).